# أرض القبلة (أغنية)
أرض القبلة (بالإنجليزية: Kiss Land)‏؛ هي أغنية منفردة للمغني الكندي ذا ويكند، من ألبومه الأول أرض القُبلة. ولقد صدرت في 17 مايو, 2013 بواسطة شركة ريببلك و شركته الخاص إكس أو. على مشراف الإصدار، لقد تلقى هتاف من النقاد، وبعضهم أعربوا عن تقديرهم للتقدم عن أعماله السابقة. على الرغم من أن كان من المفترض أن تكون الأغنية الرئيسية للألبوم، الأغنية «تنتمي للعالم» صدرت كأغنية منفردة رئيسية منفردة في 16 يوليو. في 25 يونيو قبل شهر من إصدارها كأغنية منفردة صدر الفيديو الموسيقي. تم تصنيفه لاحقاً بغير مناسب للعمل بالنسبة للمحتوى الإباحي، ولكن النسخة المراقبة نزلت على أي حال.

## الرسم البياني
| رسم بياني عام (2013)          | المرتبة |
| ----------------------------- | ------- |
| كوريا الجنوبية (البث العالمي) | 195     |